# Ландиона
Ландиона (итал. Landiona) је насеље у Италији у округу Новара, региону Пијемонт.
Према процени из 2011. у насељу је живело 575 становника. Насеље се налази на надморској висини од 184 м.

## Становништво
| 1936. | 1951. | 1961. | 1971. | 1981. | 1991. | 2001. | 2011. |
| ----- | ----- | ----- | ----- | ----- | ----- | ----- | ----- |
| 962   | 872   | 719   | 621   | 628   | 633   | 587   | 590   |